# Домашние божества и духи
Дома́шние божества́ и ду́хи (лат. dii domestici, familiares, patrii, др.-греч. πατρωοι, γενέθλιοι) — в мифологии народов мира покровители семейного очага божественного происхождения и его незримые духи-хранители.
Эмблемой домашних богов был священный огонь, который постоянно поддерживался на алтаре в доме каждого грека или римлянина; жрецом их был глава семьи; вступить в семью — например, женщине посредством брака — значило приобщиться к культу домашнего божества. Домашние божества были обоготворенными родоначальниками, предками, родителями. Фюстель де Куланж весь строй древнего общества объяснял культом предков, послужившим основой как для сакрального, так и для гражданского и публичного права; отсюда замкнутость родового союза, члены которого были объединены культом и резко противополагались всем тем, кто к нему не был приобщён.

## У древних греков
Души предков, возведённые смертью в божество, назывались у греков демонами или героями / гениями. Место их культа — очаг, огнище — скрывалось от непосвящённых взоров в самых сокровенных частях дома. Отсюда другое название домашних божеств — сокровенные (θεοί μυκίοι, ερκιοι κτήσιοι) или внутренние (dii Penates).
Почитание пенатов происходит от кровно-родственной общины, с появлением соседской общины складывается общественный аналог - культ ларов. Соответственно нe только каждая семья, но и государство, как одно целое, имело своих ла́ров (lari publici, в противоположность lari privati) и своих пенатов (penati majores, publici, в противоположность penati minores, privati).

## У древних римлян
Римляне называли души усопших манами, добрые души — ла́рами или гениями, а злые — ларвами; богов-покровителей домашнего очага — пенатами (Penates), которые также представлявляли общественное благополучие. Домашние пенаты (Penates familiares, privati, minores) сохраняли своё значение до последних времен язычества и даже перешли в область христианских религиозных представлений.

## В Китае
Культ предков являлся общераспространённым в Китае, где он послужил исходной точкой для всех других религиозных систем. Вплоть до XX века китайцы приносили жертвы душам предков и были убеждены, что благосостояние умерших предков и живых потомков обуславливалось их взаимным добрым расположением и обоюдными услугами.

## У славян
Культ предков явственно выступал и в славянской мифологии, отражается он и в современных народных представлениях. С. М. Соловьев, находя, что религия восточных славян состояла в поклонении стихийным божествам и в поклонении душам умерших, утверждал, что из последнего преимущественно развилась вся славянская демонология. Поклонение душам умерших обусловливалось, по мнению С. М. Соловьева, родовым бытом и совершалось старшими в родах и семьях, чем объяснялось отсутствие у восточных славян особого сословия жрецов и неразвитость общественного богослужения.
Божеством, охраняющим род и дом был у них, прежде всего, Род.
С одной стороны, огонь был проявлением на земле небесного солнечного бога, посланником небесных богов; с другой стороны, он способствовал очищению души покойника и таким образом сам превратился в символ души предка, которая под именем Рода, Чура, дедушки домового становилась домашним божеством, охранителем семьи и рода. На очаге оба эти значения огня слились в одно нераздельное целое; на нём одинаково чествовались стихийный небесный бог и родовое божество семейной общины.
Это двойственное значение огня нашло наиболее яркое подтверждение в поверье западных славян о домашнем существе (его чешское название Křet «Кржет», словенское Skrat «Скрат»), которое под видом огненного змея прилетало через трубу и приносило хозяину всякого хлеба и других земных плодов, а иногда и разные сокровища. Чешские домовые назывались скритками и шетками; чешский домовой Кржет изображался в виде маленьких бронзовых статуэток, величиной с палец, отчего и назывался Paleček  «Палачек» (мальчик с пальчик).

### У русских
Божество домашнего очага у русских — домовой (фр. lutin, нем. Kobold, Nachtmannchen, Butzemann, англ. Goblin); по русскому поверью живёт за печкой, покровительствует своим и преследует чужих. Иногда живёт в банях (банный), гумнах (гуменник, подовинник, рижник); покровительствует любимым домашним животным, редко показывается человеку, космат и оставляет следы мохнатых ног на снегу, а также защищает домашний уют.

### У украинцев
Более всего сохранился культ предков — в форме почитания незримого духа-хранителя дома — у украинцев, у которых души предков иногда, хотя и редко, назывались долями. Говорили: «Ныгодитця горшкив и ложок писля вечери мыты, а то доли ничого буде йисты»; не должно выметать cop из хаты через порог, так как можно при этом запылить души умерших родителей, входящих в ту минуту в хату.

### У белорусов
У белорусов молодая жена, оставляя отцовский дом, уже усевшись на воз с мужем, причитала: «Добрая доля, да идзи за мной, с печи пламенем, з хаты камином».